# The Legend of Heroes: Trails of Cold Steel
The Legend of Heroes: Trails of Cold Steel (jap.: 英雄伝説 閃の軌跡 The Legend of Heroes: Sen no Kiseki) ist ein Computer-Rollenspiel des japanischen Entwicklerstudios Nihon Falcom. Es erschien 2013 zunächst in Japan für PlayStation 3 und PlayStation Vita. Mit Unterstützung von NIS America und Marvelous bzw. dessen Tochterunternehmen Xseed Games fand das Spiel ab 2015 jedoch auch Zugang zum westlichen Markt. Im Laufe der Zeit wurde es zudem für PlayStation 4, Windows und Switch portiert.
Es handelt sich um den ersten Titel des Erebonia-Handlungsbogens, der seinerseits eine Unterreihe der Trails-Reihe im Franchise The Legend of Heroes ist. Er folgte damit auf den dreiteiligen Liberl-Handlungsrahmen von Trails in the Sky (erschienen 2004–2007) und den zweiteiligen Crossbell-Handlungsrahmen bestehend aus Trails from Zero (2010) und Trails to Azure (2011). Beginnend mit Trails of Cold Steel 2 (2014) erschienen insgesamt vier Fortsetzung, 2020 fand die Erzählung mit Trails into Reverie ihren Abschluss.

## Beschreibung
Trails of Cold Steel spielt in derselben Welt wie bereits Trails in the Sky und die Crossbell-Dilogie, verlegt den Schauplatz diesmal jedoch in das zu Liberl und Crossbell benachbarte Kaiserreich von Erebonia, einer militaristischen Supermacht. Hauptfigur Rean Schwarzer ist Rekrut der Thors-Militärakademie. Als solcher besteht sein Alltag aus Unterrichtseinheiten, Exkursionen ins Königreich, aber auch praktischen Prüfungseinheiten. Nebenbei baut er die Kontakte zu seinen Mitschülern aus, bspw. indem er während der unterrichtsfreien Phasen Zeit mit ihnen verbringt. Der Spieler erhält so mit der Zeit einen Einblick in das Adels- und Intrigengeflecht des Imperiums, hinter dessen Kulissen sich mit der Zeit ein Kampf um die Vorherrschaft im Reich herauskristallisiert, in den Rean und seine Freunden immer mehr hineingezogen werden.
Das Kampfsystem des Spiels ist rundenbasiert, wobei gute Beziehungen zu den Mitschülern zu verbesserten Kampfoptionen führen, da sie z. B. neue Kombinationsattacken mit dem entsprechenden Begleiter freischalten. Gute Leistungen bei den mündlichen und praktischen Prüfungen oder den Exkursionen führen zum allmählichen Rangaufstieg, der den Charakter stärker werden lässt und neu Spieloptionen eröffnet. Nach Beendigung des Spiels erhält der Spieler Zugriff auf ein New Game Plus.

## Rezeption
Das Spiel erhielt meist positive Wertungen.

„Gelungener Rollenspiel-Cocktail alter Schule, der bewährte Elemente mischt und den langsamen Anfang verschmerzen lässt.“

“The Legend of Heroes: Trails of Cold Steel follows a lot of classic JRPG conventions, and as a result, it doesn’t do a whole lot of things that haven’t been done before, and better elsewhere. But the combat system still holds up, and the characters are charming enough to see the story through until the end.”

„The Legend of Heroes: Trails of Cold Steel folgt einer Menge klassischer JRPG-Konventionen und macht daher nicht viel, was nicht schon vorher und anderswo besser gemacht wurde. Aber das Kampfsystem ist immer noch gut und die Charaktere sind charmant genug, um die Geschichte bis zum Ende durchzuziehen.“

In der ersten Verkaufswoche in Japan erreichten sowohl PS3- als auch PSVita-Fassung die Top 10 der japanischen Gesamtverkaufscharts. Die PSVita-Fassung stieg mit 81.622 Kopien auf Platz 2 hinter Monster Hunter 4 ein, die PS3-Fassung mit 67.718 Kopien auf Platz 4. Die guten Verkaufszahlen trugen im Veröffentlichungsjahr zu einer deutlichen Umsatzsteigerung für Nihon Falcom bei. Das US-Magazin Game Informer zeichnete das Spiel in seiner Jahresrückschau 2015 für das beste Kampfsystem aus.
2014 veröffentlichte Nihon Falcom bereits die Fortsetzung The Legend of Heroes: Trails of Cold Steel 2.